# Yuri Alekseyevich Gagarin
Yuri Alekseyevich Gagarin (tiếng Nga: Ю́рий Алексе́евич Гага́рин; 1934–1968), có tên phiên âm tiếng Việt là I-u-ri Ga-ga-rin. Ông là một phi công và phi hành gia người Liên Xô. Ông được ghi nhận là người đầu tiên trong lịch sử nhân loại thực hiện chuyến bay vào vũ trụ, ngày 12 tháng 4 năm 1961 trên tàu vũ trụ Phương Đông 1 (Vostok 1).
Gagarin trở thành một người nổi tiếng trên toàn thế giới, và được trao tặng rất nhiều huân chương và các danh hiệu cao quý, đặc biệt là danh hiệu Anh hùng Liên bang Xô-viết. Vostok 1 là tàu vũ trụ duy nhất ông tham gia bay, nhưng ông cũng từng thuộc phi hành đoàn dự phòng cho sứ mệnh Soyuz 1 (đã kết thúc trong một vụ nổ kinh hoàng). Sau này sứ mệnh lịch sử Vostok 1, ông trở thành Giám đốc đào tạo của Trung tâm đào tạo Phi hành gia), nằm ở ngoại vi thủ đô Moskva. Về sau, trung tâm này được đặt theo tên ông. Gagarin mất năm 1968, khi chiếc máy bay MiG-15 ông đang lái gặp tai nạn. Huân chương Yuri Gagarin ra đời như một sự vinh danh ông.

## Tóm tắt tiểu sử
Yuri Alekseyevich Gagarin sinh ngày 9 tháng 3 năm 1934, tại làng Klushino, huyện Gzhatsk, tỉnh Smolensk, Liên Xô, không xa thị trấn Gzhatsk, hiện nay đã được đổi tên thành Gagarin.
- Năm 1951 – học tại trường dạy nghề số 10 ở thị trấn Ljubertsư (tỉnh Moskva) theo chuyên ngành thợ đúc khuôn (với điểm tốt nghiệp loại xuất sắc).
- Năm 1951 – trường thanh niên công nhân tại Ljubertsư.
- Năm 1955 – trường trung cấp công nghiệp Saratov (xuất sắc).
- Năm 1955 – Câu lạc bộ hàng không Saratov.
- Năm 1955 – gia nhập quân đội Xô viết.
- Năm 1957 – Trường trung cấp hàng không quân sự Chkalov số 1 mang tên K.E. Voroshilov ở thành phố Orenburg (cấp một). Từ năm 1957 cho đến khi được đưa vào đội ngũ các nhà du hành vũ trụ, ông là phi công lái máy bay tiêm kích trong trung đoàn hàng không tiêm kích của không quân Bắc Liên Xô.
- Ngày 11 tháng 3 năm 1960 – được đưa vào đội ngũ các nhà du hành vũ trụ.
- Ngày 12 tháng 4 năm 1961 – hoàn thành chuyến bay có người đầu tiên trên thế giới vào vũ trụ.
- Ngày 23 tháng 5 năm 1961 – chỉ huy đội ngũ các nhà du hành vũ trụ.
- Ngày 20 tháng 12 năm 1963 – phó chỉ huy trưởng trung tâm đào tạo các nhà du hành vũ trụ.
- Năm 1968 – Học tại Học viện kỹ thuật quân sự mang tên N.E. Zhukov ở Moskva (xuất sắc).

Gagarin đã có cơ hội bay vào vũ trụ thêm một lần nữa — khi đó ông là dự bị cho V.M. Komarov khi chuẩn bị cho chuyến bay của tàu "Liên Hiệp" (ngày 23 tháng 4 năm 1967).

## Những năm đầu đời và giáo dục
Yuri Gagarin sinh ra ở làng Klushino, gần Gzhatsk (khi ông qua đời thành phố này được đổi tên là Gagarin), vào ngày 9 tháng 3 năm 1934. Cha mẹ ông đều làm việc trong các Nông trang tập thể. Bố ông, Alexey Ivanovich Gagarin là thợ mộc và thợ nề, còn mẹ ông, bà Anna Timofeyevna Gagarina làm nghề vắt sữa bò. Yuri là con thứ 3 trong gia đình 4 anh chị em: Anh cả Valentin, chị gái Zoya, và em trai Boris.
Giống như hàng triệu người dân Xô-viết khác, gia đình Gagarin phải chịu sự chiếm đóng của Phát xít Đức trong Chiến tranh thế giới II. Làng Klushino bị chiếm tháng 11/1941 khi quân Đức đang trên đường tiến tới Moskva. Một viên sĩ quan đã chiếm chỗ ở của gia đình Gagarin. Nhưng gia đình ông được phép làm một túp lều, kích thước 3m x 3m, ở đằng sau ngôi nhà cũ của họ. Họ đã sống 1 năm 9 tháng ở đây cho đến khi vùng này được giải phóng. Anh trai và chị gái của Yuri bị lính Đức đày tới Ba Lan làm lao động nô lệ và không thấy quay về cho đến hết chiến tranh vào năm 1945. Năm 1946, cả gia đình chuyển tới Gzhatsk, nơi Yuri tiếp tục học phổ thông.

## Làm việc trong Không quân Liên Xô
Sau khi Gagarin tốt nghiệp trường công nghệ năm 1955, quân đội Liên Xô đã gọi ông nhập ngũ.Theo một lời đề cử, Gagarin được gửi tới Trường Phi công không quân Chakov 1 ở Orenburg, và tự mình điều khiển chiếc máy bay MiG-15 vào năm 1957. Vào thời gian đó, ông gặp Valentina Ivanova Goryacheva, một kỹ thuật viên y khoa đã tốt nghiệp trường Y tế Orenburg. Họ kết hôn vào ngày 7, tháng 11 năm 1957, cùng ngày Gagarin tốt nghiệp trường ở Orenburg.
Trước khi ra trường, ông được bổ nhiệm làm việc ở Căn cứ không quân Luostari ở Murmansk Oblast, gần ranh giới Na Uy, nơi có thời tiết rất tồi tệ để bay. Ông trở thành trung úy trong Không quân Xô-viết vào ngày 5, tháng 11 năm 1957. Ngày 6, tháng 11 năm 1959 ông được nhận quân hàm Thượng úy.

## Làm việc trong chương trình Không gian Xô-viết

### Được lựa chọn và đào tạo
Năm 1950, sau nhiều quá trình tìm kiếm và chọn lựa, Yuri Gagarin được chọn cùng với 19 phi công khác tham gia vào chương trình Không gian Xô-viết (Soviet space program). Đặc biệt hơn, Yuri được chọn vào nhóm sáu người tài năng, được biết dưới tên gọi Sochi Six, được đào tạo trở thành những phi hành gia đầu tiên của chương trình Vostok. Gagarin và các phi hành gia tương lai khác phải trải qua những đợt thử nghiệm được thiết kế để kiểm tra thể lực cũng như tâm lý, ông cũng phải vượt qua đợt đào tạo cho các chuyến bay sắp tới. Cuối cùng trong số 20 người, chỉ có Gagarin và Gherman Titov được lựa chọn cho chuyến bay lên vũ trụ đầu tiên vì sự thể hiện xuất sắc của họ trong quá trình huấn luyện cũng như các đặc điểm thể chất phù hợp. Khoang tàu Vostok nhỏ nên yêu cầu những người được chọn phải có chiều cao khiêm tốn. Gagarin cao 1.57 mét.

Vào tháng 8/1960, khi Gagarin được chọn là một trong 20 ứng cử viên phi hành gia, một bác sĩ Không quân Xô-viết đánh giá về Gagarin như sau:
"Khiêm tốn, lúng túng khi khiếu hài hước của anh ta trở nên hơi quá đặc biệt; mức độ phát triển cao về trí lực hiển hiện rõ ràng ở Yuri; trí nhớ tuyệt vời...."
Gagarin cũng là một ứng cử viên xứng đáng trong con mắt của 19 người cùng được chọn với anh. Khi 20 người được yêu cầu để cử một ứng cử viên nào đó mà họ muốn thấy anh ta tham gia chuyến bay đầu tiên, tất cả ngoại trừ 3 người đã chọn Gagarin. Một trong những ứng cử viên, Yevgeny Khrukov, tin rằng Gagarin là tuyệt vời nhất, và sẽ nhận được sự ủng hộ từ ông ấy và những người khác khi cần thiết.

Gagarin giữ một thân hình cân đối trong suốt cuộc đời, và anh là một người say mê thể thao. Phi hành gia Valery Bykovsky viết:
"Phục vụ trong Không quân khiến chúng tôi khỏe mạnh cả về thể lực lẫn trí lực. Tất cả chúng yêu thích thể thao và PT nghiêm khắc khi chúng tôi tham gia ở Không quân. Tôi biết Yuri Gagarin rất thích môn Khúc côn cầu băng. Anh ấy thích chơi ở vị trí thủ ngôn.... Tôi không nghĩ tôi sai khi nói rằng thể thao luôn là một điều không thể thiếu trong cuộc đời các phi hành gia."
Ngoài Khúc côn cầu băng, Gagarin còn là một fan bóng rổ, và đã tham gia huấn luyện cho đội trường kỹ thuật công nghiệp Saratov, cũng như là một trọng tài.

### Chuyến bay

Mô hình tàu Phương Đông

Tàu vũ trụ Phương Đông với nhà du hành vũ trụ trên boong tàu xuất phát ngày 12 tháng 4 năm 1961 vào lúc 6 giờ 7 phút theo giờ quốc tế Greenwich (9 giờ 7 phút theo giờ Moskva). Yuri Gagarin đã hoàn thành một vòng bay trên tàu Phương Đông xung quanh Trái Đất.
Tín hiệu trong chuyến bay là "Кедр" ("Cây tuyết tùng"). Sau khi hoàn thành chuyến bay, từ độ cao vài kilômét thì Gagarin nhảy ra khỏi khoang và hạ cánh an toàn bằng dù không xa với thiết bị hạ cánh, trên cánh đồng của một nông trang ở tỉnh Saratov. Toàn bộ chuyến bay này kéo dài 1 giờ 48 phút. Khi hạ cánh ở một nông trang, Gagarin gặp một bà già, anh nói: "Bác đừng hoảng sợ. Con là một người Xô Viết!". Câu nói của Gagarin thể hiện niềm tự hào về đất nước Xô viết, song anh đã trở thành anh hùng - không chỉ ở Liên Xô mà trên toàn thế giới.

## Nổi tiếng trên thế giới

Trên đường tới bệ phóng

Yuri Gagarin và Nikita Khrushov chào mừng người dân Moskva trên Quảng trường Đỏ ngày 14 tháng 4 năm 1961

"Chủ nghĩa cộng sản mở đường tới các vì sao". Một tranh cổ động in năm 1961 của Tiệp Khắc về Gagarin.

Sau chuyến bay trên tàu Phương Đông, Y.A. Gagarin trở thành người nổi tiếng trên thế giới. Gần như tất cả các tờ báo khi đó đã viết về ông. Ông được thưởng nhiều huân chương, huy chương, bằng khen cũng như được trao tặng danh hiệu công dân danh dự của các thành phố tại các quốc gia ở châu Âu, châu Á, châu Phi, Bắc Mỹ và Nam Mỹ.
Ông cũng đã tới thăm nhiều quốc gia trên thế giới với tư cách của sứ giả hòa bình và hữu nghị.

## Phần thưởng

### Danh hiệu
- Danh hiệu của Liên Xô: Phi công – nhà du hành vũ trụ, anh hùng Liên Xô. Chính phủ Liên Xô cũng thăng cấp cho Gagarin từ thượng úy lên ngay thiếu tá.
- Anh hùng lao động xã hội chủ nghĩa của Tiệp Khắc và Bulgaria.
- Anh hùng lao động Việt Nam.[2][3]
- Chủ tịch hội hữu nghị Liên Xô – Cuba,
- Thành viên danh dự của hội hữu nghị Phần Lan – Liên Xô và nhiều hội hữu nghị khác.
- Từ năm 1966 ông là thành viên danh dự của Học viện Du hành Vũ trụ Quốc tế.

### Huân chương
- Huân chương Lenin (Liên Xô)
- Huân chương Georgii Dimitrov (Bulgaria)
- Huân chương Karl Mark (Cộng hòa Dân chủ Đức)
- Huân chương Sao bậc hai (Indonesia)
- Huân chương Thập tự Grjunvaljd (Ba Lan)
- Huân chương Cờ bậc nhất với Kim cương (Hungary)
- Huân chương Chuỗi ngọc sông Nil (Ai Cập)
- Huân chương Sao châu Phi băng lớn (Liberia)
- Huân chương Vì công lao trong lĩnh vực Hàng không (Brasil)
- Huân chương Plija-Hiron (Cuba)

### Huy chương và bằng khen
- Huy chương Sao Vàng (Liên Xô)
- Huy chương vàng Konstantin Tsiolkovsky (Viện Hàn lâm Khoa học Liên Xô)
- Huy chương de Lavo (FAI)
- Huy chương vàng của chính phủ Áo
- Huy chương vàng và bằng khen danh dự Con người trong vũ trụ của Liên đoàn du hành vũ trụ Ý
- Huy chương vàng Vì công lao xuất sắc và bằng khen danh dự của Câu lạc bộ Hàng không Hoàng gia Thụy Điển
- Huy chương vàng lớn và bằng khen của FAI
- Huy chương vàng của Hội Liên lạc liên Hành tinh của Anh
- Huy chương Colombus (Ý)
- Huy chương vàng của thành phố Saint-Denis (Pháp)

Và nhiều huy chương khác.

### Công dân danh dự
Yuri Gagarin được trao tặng danh hiệu công dân danh dự của các thành phố sau:
- Các thành phố của Liên Xô: Kaluga, Novocherkassk, Sumgait, Smolensk, Vinitsa, Sevastopol, Saratov;
- Các thành phố của Bulgaria: Sofia, Pernik, Plovdiv;
- Các thành phố của Hy Lạp: Athena;
- Các thành phố của Síp: Famagusta, Limasol;
- Các thành phố của Pháp: Saint-Denis;
- Các thành phố của Tiệp Khắc: Trenchianske-Teplice;

Ông cũng được trao tặng các chìa khóa vàng để mở cổng vào các thành phố Cairo và Alexandria của Ai Cập.

## Các ấn phẩm bằng tiếng Nga
Sách:
- Đường vào vũ trụ (Дорога в космос) – Мát-xcơ-va: Nhà xuất bản quân sự, năm 1978 — 336 trang.

Các bài báo trên các báo và tạp chí:

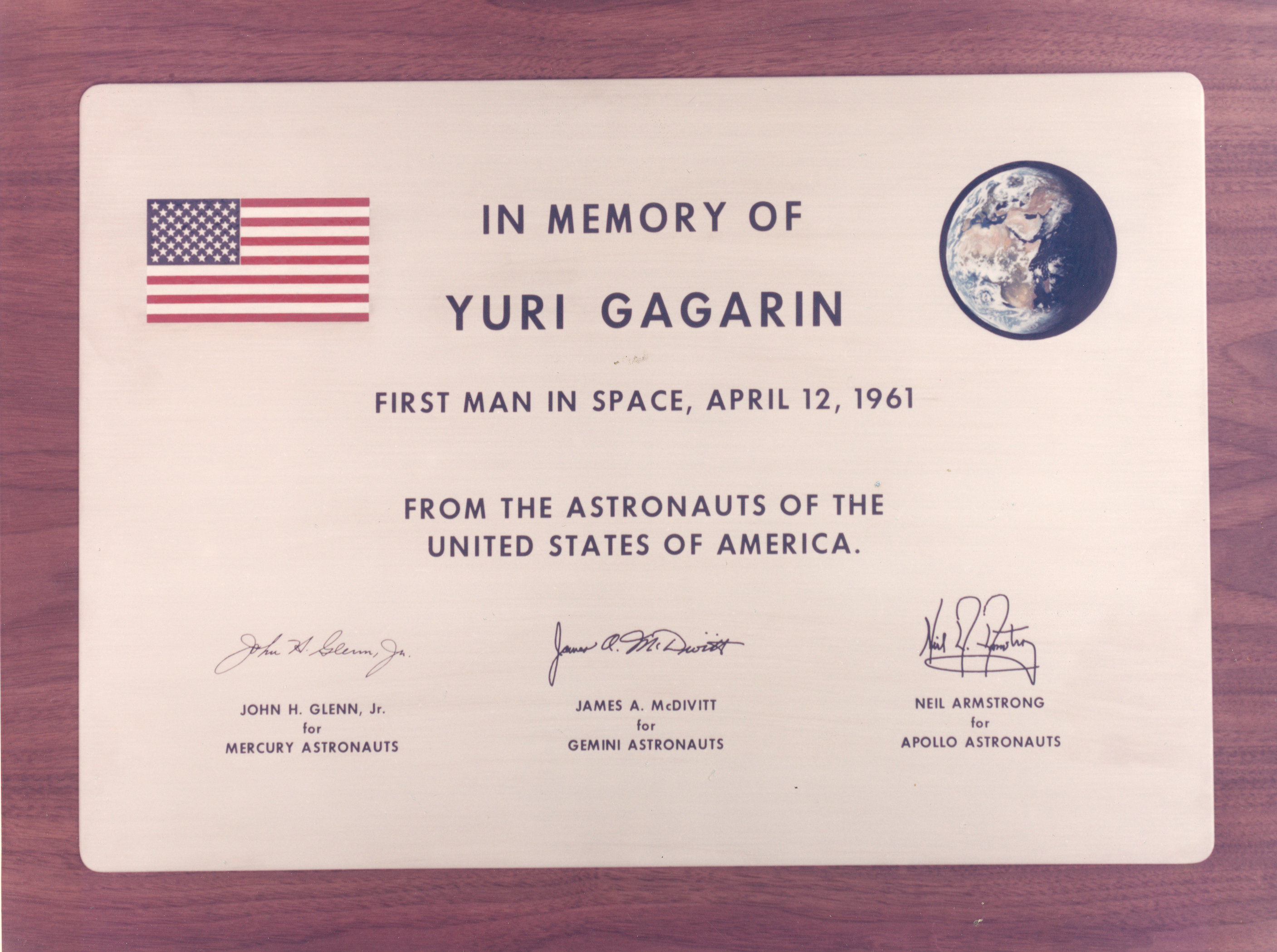
Bảng tưởng niệm Yuri Gagarin - được trao cho Liên Xô ngày 21 tháng 1 năm 1971. Tướng Xô viết Kuznetsov, chỉ huy của căn cứ vũ trụ thành phố Ngôi Sao đã tiếp nhận bảng này trong lễ tiếp nhận tại Moskva.

- "Thời đại ngôi sao" (báo "Sao Đỏ" ngày 1 tháng 5 năm 1961)
- "Bầu trời chờ đợi anh" (báo "Sự thật thanh niên" ngày 9 tháng 7 năm 1961)
- "Phẩm chất và ý chí thể hiện trong khó khăn" (báo "Sao Đỏ" ngày 14 tháng 10 năm 1961)
- "Tiến lên phía trước, mãi mãi tiến lên" (báo "Sự thật" ngày 12 tháng 4 năm 1962)
- "Lời phát biểu với các nhà văn" (báo "Nước Nga văn học" ngày 12 tháng 4 năm 1963)
- "Thi ca của các độ cao thiên cầu" (báo "Sự thật thanh niên" ngày 10 tháng 5 năm 1963)
- "Lướt theo làn sóng" (báo "Sự thật thanh niên" ngày 2 tháng 10 năm 1963)
- "Tiến công bầu trời" (báo "Tin tức" ngày 4 tháng 10 năm 1963)
- "Hai lần hồi tưởng" (tạp chí "Người cộng sản trẻ tuổi" năm 1964, số 3)
- "Ngọn lửa" (báo "Sự thật thanh niên" ngày 18 tháng 8 năm 1964)
- "Đội ngũ chúng ta đang trưởng thành" (báo "Sao Đỏ" ngày 11 tháng 4 năm 1965)
- "Thời đại cộng sản, thời đại vũ trụ" (Tạp chí "Hàng không và du hành vũ trụ", năm 1967, số 4)
- "Những bậc thang vào vũ trụ" (trong tuyển tập APN "Trong năm 2017", năm 1968)

## Hy sinh khi bay huấn luyện

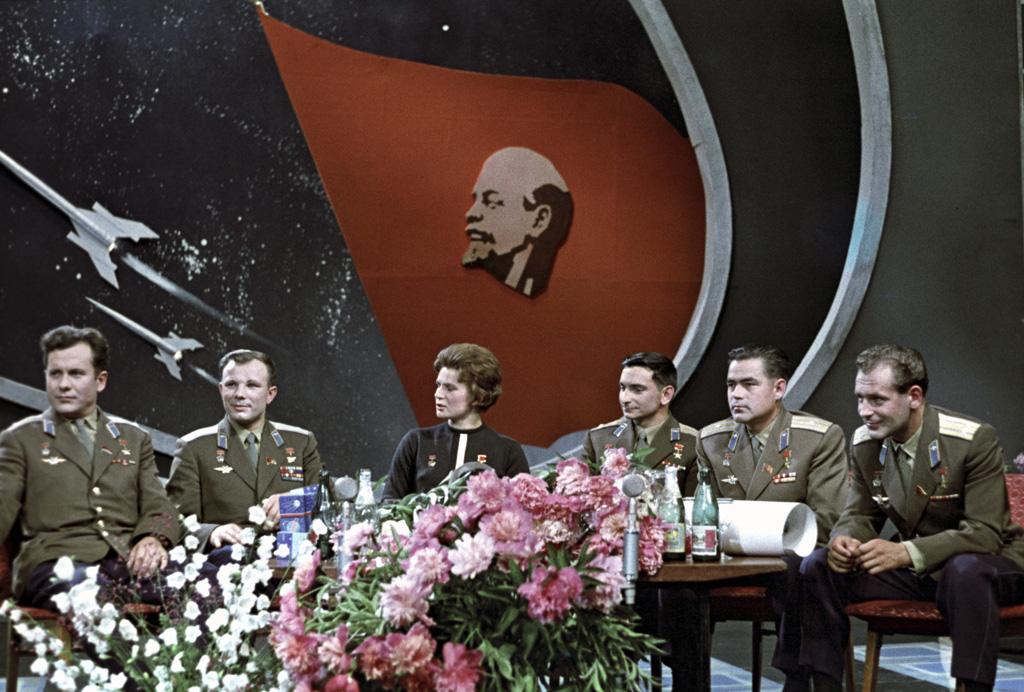
Cuộc hội ngộ của 6 nhà du hành vũ trụ Liên Xô Pavel Popovich, Yuri Gagarin, Valentina Tereshkova, Valeri Bykovsky, Andrian Nikolayev và German Titov tại trường quay của Đài truyền hình Trung ương Liên Xô ngày 12-3-1963

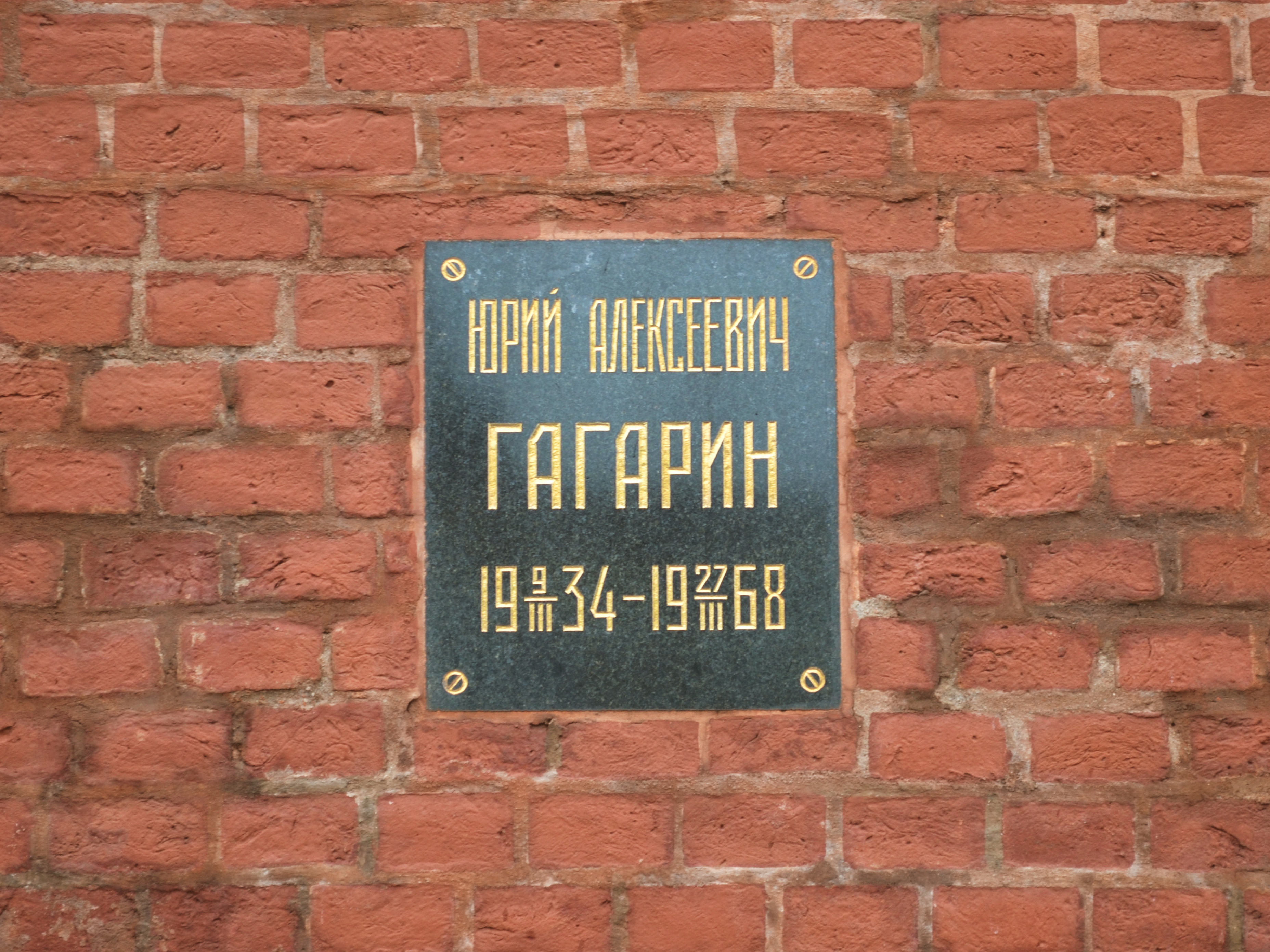
Mộ của Gagarin trên Bức tường điện Kremlin

Theo công bố của nhà nước Liên Xô, thì Đại tá Không quân, Phi công cấp 1, Anh hùng Liên Xô, Yuri Alekseyevich Gagarin hy sinh ngày 27 tháng 3 năm 1968. Trước đây, các thông tin về vụ tai nạn của Gagarin được giữ kín. Do vậy, có nhiều đồn đoán về các tình huống dẫn đến cái chết của Gagarin. Tồn tại một loạt các phiên bản mâu thuẫn nhau về cái chết của ông. Phiên bản chính thức trên báo chí là: Máy bay UTI MiG-15 với Gagarin và Serjogin bị nổ tung vào ngày 27 tháng 3 năm 1968 vào lúc 10 giờ 31 phút sáng trong khu vực làng Novosjolovo cách thị trấn Kirzhach, tỉnh Vladimir 18 km. Điều này xảy ra trong điều kiện tầm nhìn rất hạn chế — các lớp mây thấp chỉ cách mặt đất 300 mét. Máy bay bị rơi vào vùng xoáy, để có thể thoát ra được thì thời gian chỉ vài giây là không đủ đối với các phi công.
Nhưng theo như người chứng kiến sự cố này là người thợ nguội Valentin Surkov khẳng định thì ngày 27 tháng 3 năm đó là một ngày trời quang, và máy bay đã rơi dường như là nó không thể lấy được cân bằng. Ông này cũng khẳng định rằng trên thực tế khi đó thì máy bay đã được tìm thấy cạnh làng Rjazantsa và xóm Krutets.
Ngoài ra còn tồn tại các phiên bản khác:
- Một máy bay khác (nhiều khả năng là một chiếc Sukhoi SU-15) đã bay ở khoảng cách quá gần chiếc MiG-15 của Gagarin, kết quả là chiếc máy bay MiG-15 đã bị rơi vào vùng khí xoáy do động cơ chiếc SU-7 gây ra, khiến nó nhiễu loạn và mất điều khiển.
- Máy bay của Gagarin bị bắn hạ bằng tên lửa.

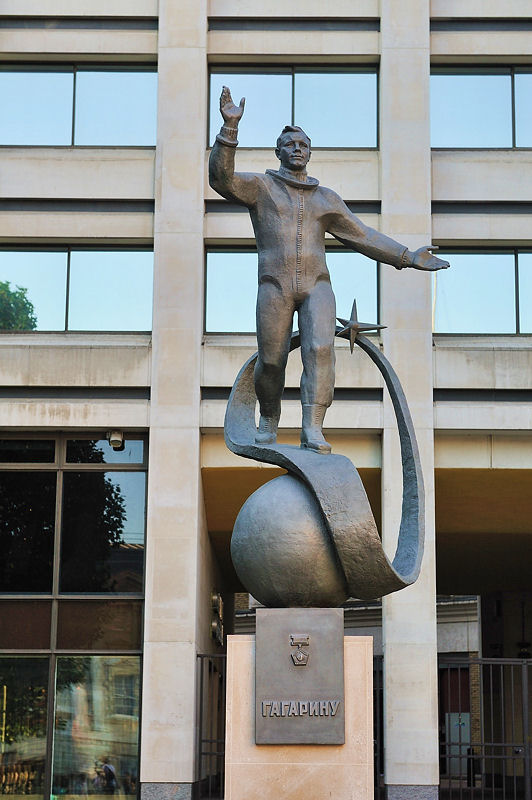
Đài tưởng niệm Yuri Gagarin được khánh thành ngày 14 tháng 7 năm 2011 tại London (Anh)

Trong những năm cuối thập niên 1990 xuất hiện ý kiến cho rằng chuyến bay vũ trụ của Gagarin không thể công nhận là đã được tiến hành trọn vẹn, do ông đã rời bỏ chuyến bay trước khi (nó) tiếp đất. Nhưng phương pháp tiếp đất như thế đã được lập kế hoạch từ ban đầu với sự tính toán đến việc đảm bảo an toàn. Nói chung, nguyên nhân cơ bản của các giả thuyết loại này đều mang động cơ chính trị.
Ngày 30 tháng 3 năm 1968, Ban Chấp hành Trung ương Đảng Cộng sản Liên Xô tiến hành tổ chức lễ quốc tang cho ông. Thi hài của Gagarin được hỏa thiêu và hộp đựng tro cốt của ông được chôn cất trên Bức tường điện Kremlin.
Năm 2003, một giả thuyết mới của Đại tá nghỉ hưu người Nga Igor Kuznetsov cho rằng Yuri hy sinh vì khoang lái của chiếc máy bay MiG-15 không được hàn kỹ lưỡng, phản bác lại kết luận cũ xưa cho rằng ông chết do khí cầu đâm phải máy bay của ông. Thêm một giả thuyết nữa cho cái chết này, đó là do các phi công của MiG-15 không chuẩn bị kỹ trước khi bay.
Vào tháng 4 năm 2011, một tài liệu mật điều tra về vụ tai nạn được lập năm 1968 bởi Ủy ban Trung ương Đảng Cộng sản Liên Xô đã được giải mật, nguyên nhân chính thức đã được xác nhận là do tai nạn. Những tài liệu cho thấy kết luận rằng nguyên nhân tai nạn là một trong hai phi công Gagarin hoặc Seryogin đã thực hiện một động tác thao diễn mạnh, có khả năng là để tránh một quả khí cầu thời tiết, dẫn tới việc chiếc máy bay phản lực rơi vào tình trạng mất điều khiển khí động trong điều kiện khí tượng phức tạp. Báo cáo cũng đề cập một khả năng khác là chiếc phản lực có thể đã vận động mạnh để tránh rơi vào một đám mây che, nhưng thao tác quá gấp lại khiến nó mất điều khiển và đâm xuống đất, khiến phi công không kịp nhảy dù.

## Huyền thoại và tưởng nhớ

### Huyền thoại
Ngoài tầm vóc thấp chỉ 1.57 m, một trong những nét nổi bật nhất ở Gagarin là nụ cười. Nhiều người nhận xét nụ cười của ông đã giành được sự chú ý của đám đông trong các chuyến công du mà ông thực hiện ngay trong tháng sau khi sứ mệnh Vostok 1 thành công.
Gagarin cũng là nhân vật công chúng có được nhiều thiện cảm nhờ cách cư xử tuyệt vời. Trong khi đang thăm thành phố Manchester, Anh quốc thì trời đổ mưa như trút nước. Dù vậy, Gagarin khăng khăng không mở mui xe che mưa để đám đông đang rất hân hoan có thể nhìn thấy ông. Gagarin nói: "Nếu tất cả mọi người đang đón chào tôi dưới trời mưa thì tại sao tôi không thể?". Ông cũng từ chối được che ô và vẫn tiếp tục đứng trên chiếc xe Bentley mở mui để tất cả người dân có thể nhìn thấy ông.
Sergei Korolev, người xuất chúng đứng đằng sau trong những năm đầu tiên của Chương trình Chinh phục không gian Xô-viết, sau này từng nói rằng Gagarin sở hữu một nụ cười "có thể thắp sáng cả chiến tranh Lạnh".

### Tưởng nhớ
Ngày Gagarin bay vào vũ trụ luôn được xem là một ngày đặc biệt. Từ năm 1962, Liên bang Xô-viết và sau này là Nga, cũng như ở các quốc gia hậu Xô-viết khác, ngày này được gọi là Ngày Vũ trụ (Cosmonautics Day). Năm 2011, Liên Hợp Quốc tuyên bố ngày 12/04 sẽ trở thành Ngày quốc tế các chuyến bay Vũ trụ của con người (International Day of Human Space Flight). Cũng từ năm 2011, "Đêm của Yuri" - một lễ kỉ niệm quy mô quốc tế được tổ chức vào ngày 12/04 hàng năm để tưởng nhớ cột mốc vĩ đại trong công cuộc chinh phục không gian của nhân loại.
Một số lượng lớn các công trình và địa danh trên Trái Đất được đặt theo tên của Gagarin. Trung tâm đào tạo Phi hành gia ở thành phố Star, Nga được mang tên ông vào năm 1969.

### Triết học và số học

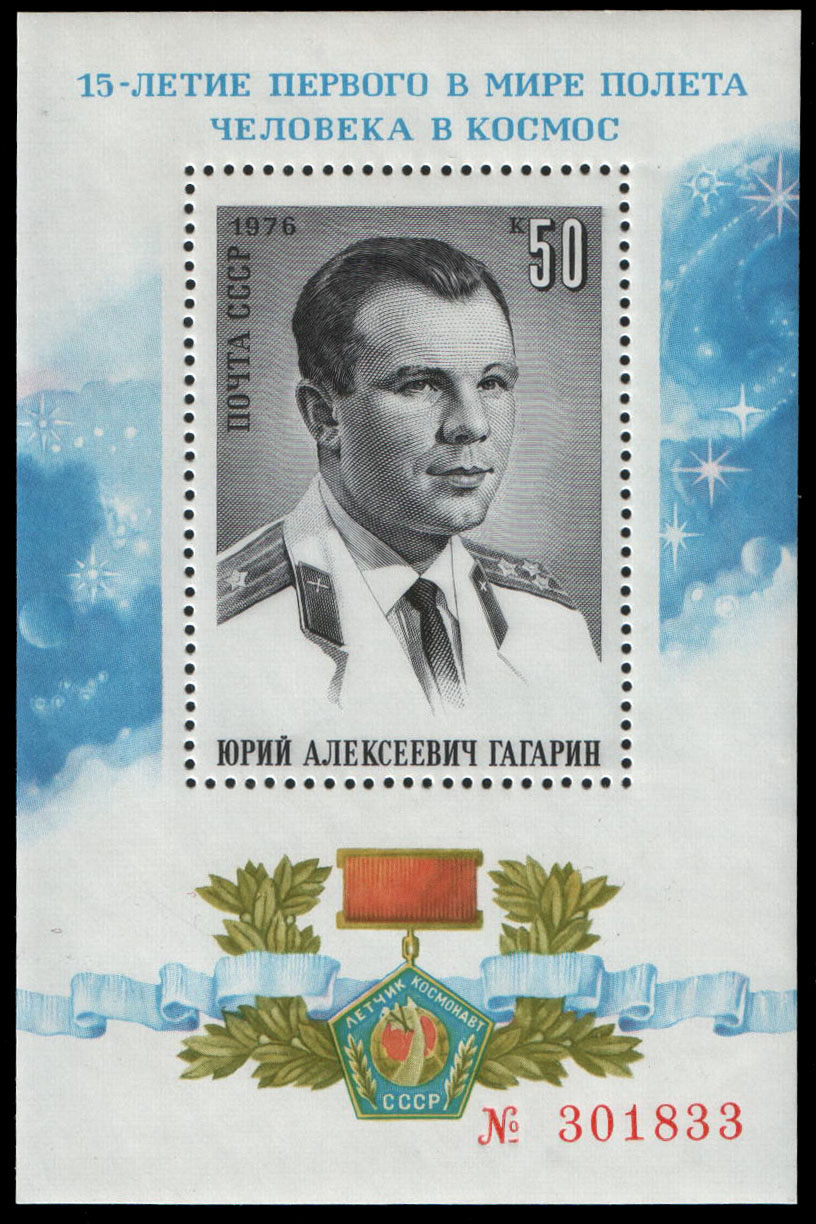
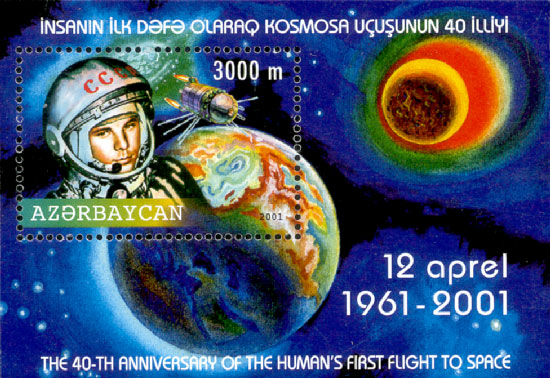
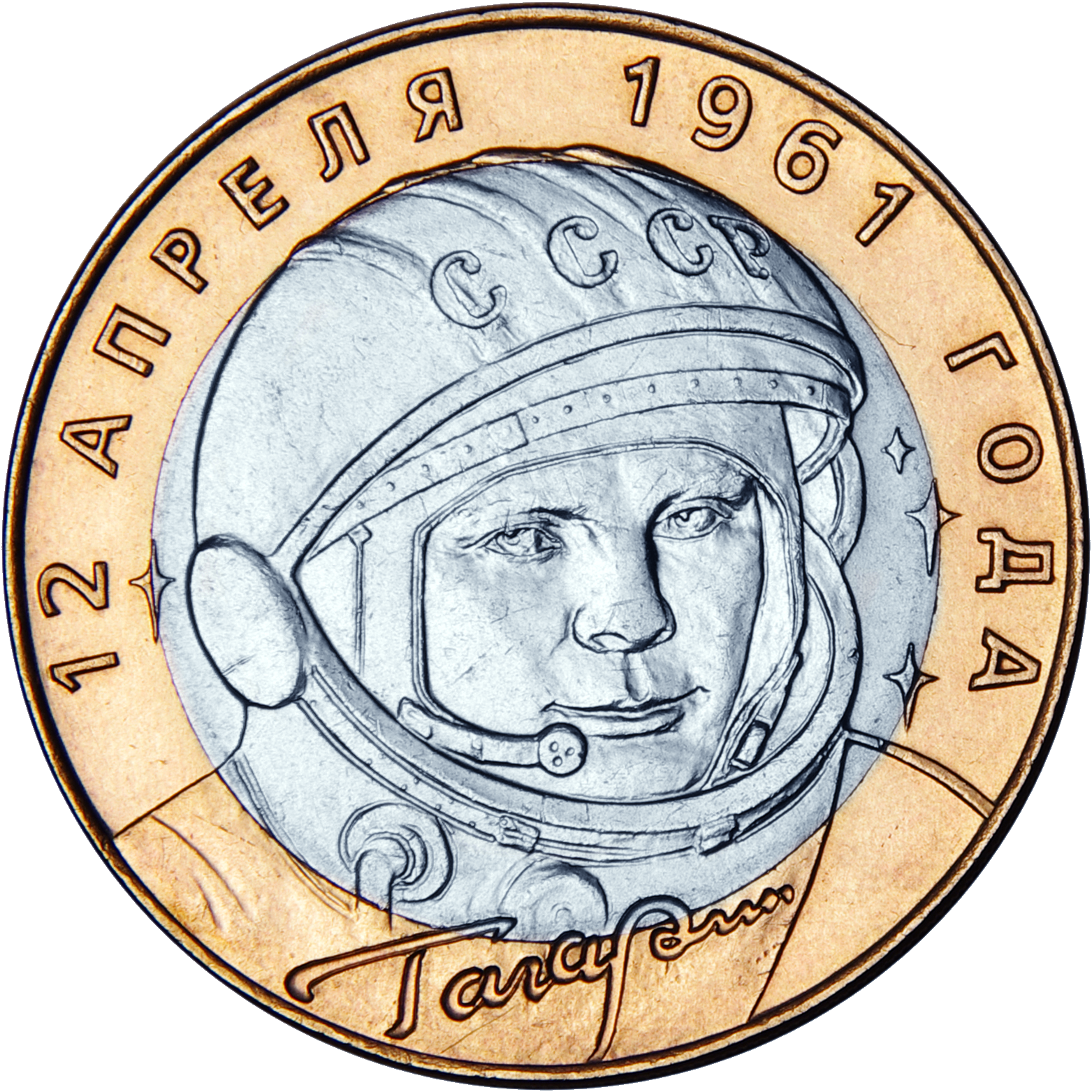
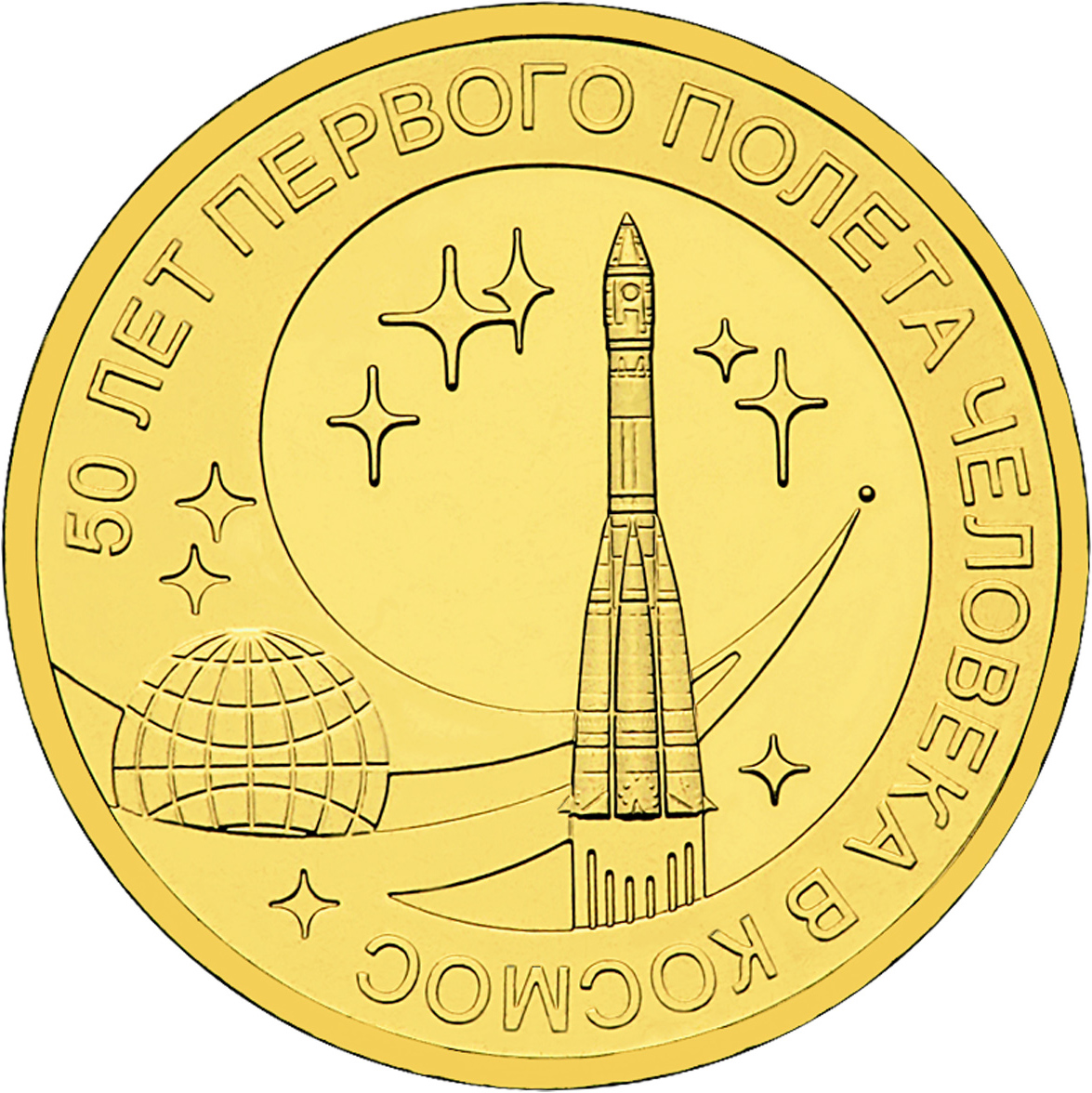
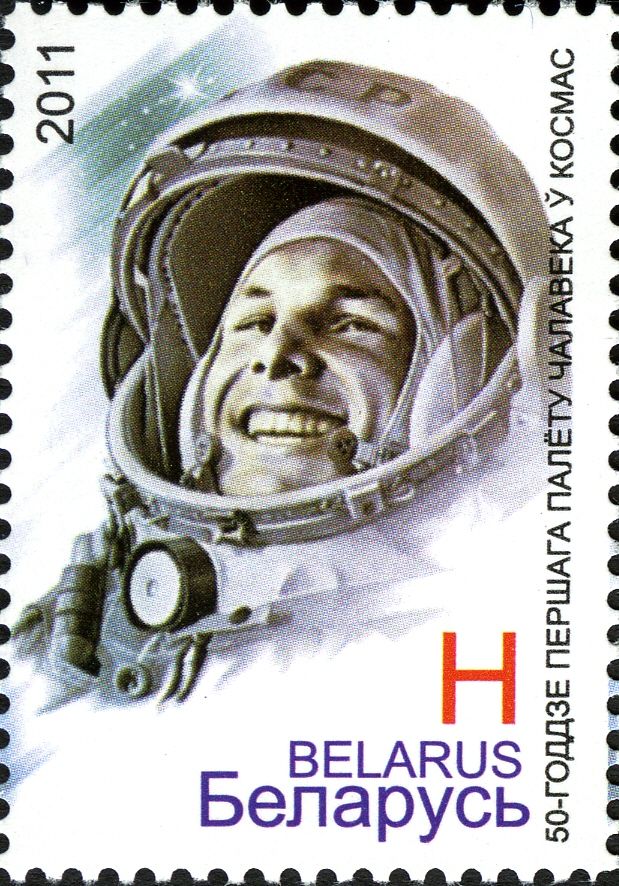

## Đặt tên
Tên của Yuri Gagarin đã được đặt cho thị trấn Gagarin (tên cũ Gzhatsk) và huyện này, miệng núi lửa trên mặt tối của Mặt Trăng, tiểu hành tinh số 1772, huy chương vàng của FAI (được trao tặng kể từ năm 1968), một quảng trường ở Moskva, ở đó người ta xây dựng đài tưởng niệm hùng vĩ để tưởng nhớ ông.